# Vellechevreux-et-Courbenans
Vellechevreux-et-Courbenans ist eine ehemalige französische Gemeinde mit 118 Einwohnern (Stand: 1. Januar 2022) im Département Haute-Saône in der Region Bourgogne-Franche-Comté. Sie gehörte zum Arrondissement Lure. Die Bewohner werden Villacaprins und Villacaprines genannt.
Der Erlass des Präfekten vom 9. Dezember 2024 legte mit Wirkung zum 1. Januar 2025 die Eingliederung von Vellechevreux-et-Courbenans als Commune déléguée zusammen mit den früheren Gemeinden Courchaton und Georfans zur Commune nouvelle Belles-Fontaines fest.

## Geografie

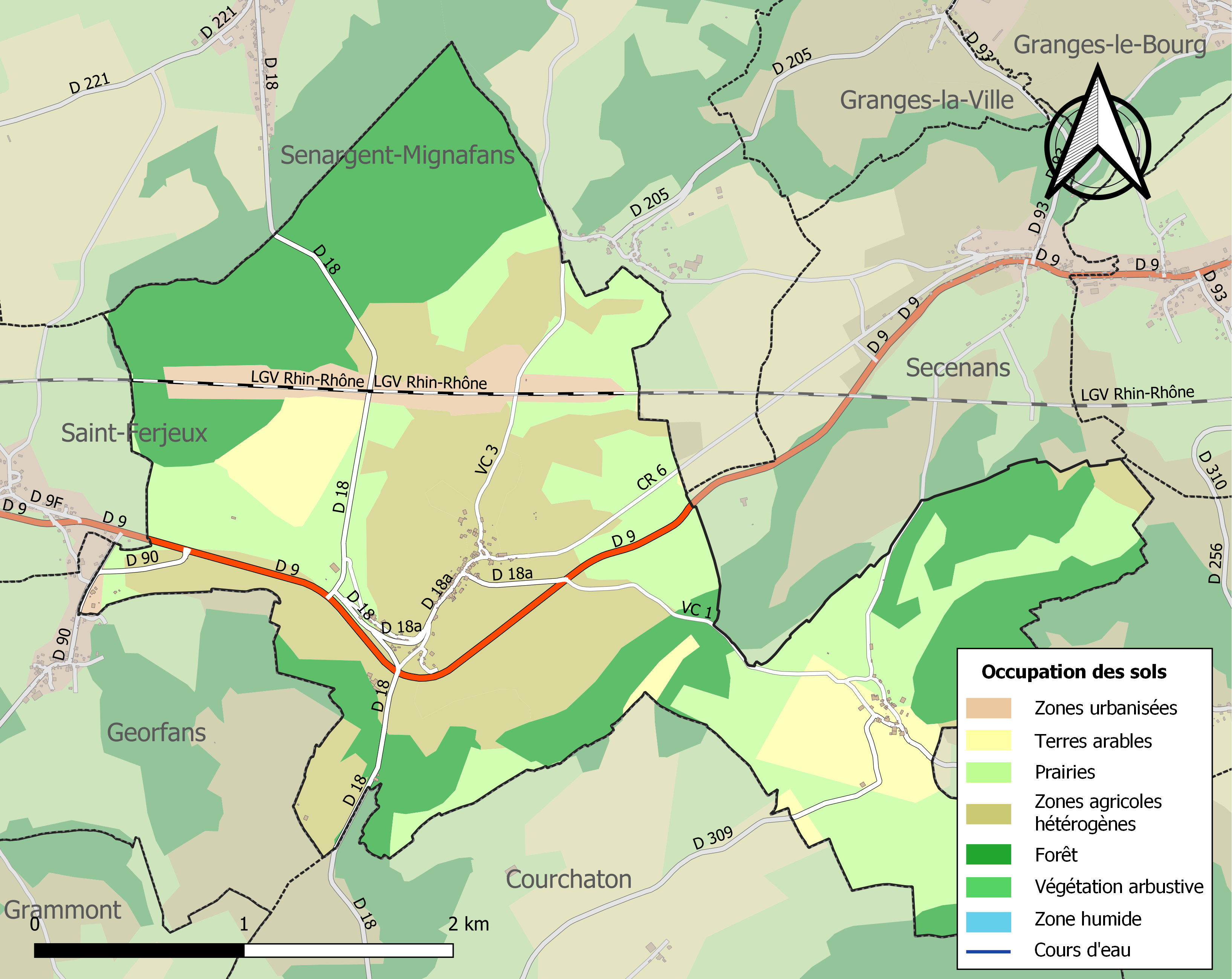
Bodennutzung und Infrastruktur von Vellechevreux-et-Courbenans (2018)

Vellechevreux-et-Courbenans liegt etwa 30 Kilometer ostsüdöstlich von Vesoul, etwa 17 Kilometer südsüdöstlich von Lure, etwa 27 Kilometer westsüdwestlich von Belfort und etwa 20 Kilometer westnordwestlich von Montbéliard. Der Ort liegt an der Grenze zum benachbarten Département Doubs in der historischen Provinz der Franche-Comté.
Das Straßendorf erstreckt sich in einer Talmulde am nordwestlichen Rand der Hügellandschaft, die sich zwischen den Flusstälern von Ognon und Doubs ausdehnt. Aus geologischer Sicht erstreckt sich das Ortsgebiet über das Steinkohlebecken der Haute-Saône aus dem Keuper.
Das Gebiet von Vellechevreux-et-Courbenans umfasst einen Abschnitt der Hügellandschaft südöstlich des Ognontals. Der zentrale Teil des Gebietes wird von der Talmulde des Ruisseau de la Prairie durchquert, der mit seinen Quellbächen für die Entwässerung nach Nordwesten zum Scey sorgt. Flankiert wird das Tal vom Waldgebiet Bois Dessus (bis 372 m) im Norden, dem Plateau von Mignafans im Nordosten und der Höhe von Georfans im Südwesten. Das überwiegend landwirtschaftlich genutzte Plateau liegt durchschnittlich auf 360 m. Es ist teils aus Muschelkalk, teils aus sandig-mergeligen Schichten der Lias aufgebaut. Mit einem schmalen Zipfel erstreckt sich das Gemeindeareal nach Osten über die Höhe von Courbenans bis in das Quellgebiet des Scey und auf die Hochfläche des aus einer widerstandsfähigen Kalkschicht der mittleren Jurazeit bestehenden Waldgebiet Bois de la Pérouse. Hier wird mit 493 m die höchste Erhebung von Vellechevreux-et-Courbenans erreicht. Das Zentrum im Ortsteil Vellechevreux liegt auf etwa 325 m Höhe. Die niedrigste Stelle wird mit 289 m im nordwestlich gelegenen Waldgebiet Grand Bois de Georfans gemessen.
Die Doppelgemeinde besteht aus den beiden Ortsteilen Vellechevreux (310 m) in einem Seitentälchen des Ruisseau de la Prairie und Courbenans (350 m) am Nordfuß des Bois de la Pérouse an einem Quellbach des Scey.
Rund 63 % der Fläche von Vellechevreux-et-Courbenans werden landwirtschaftlich genutzt, rund 33 % sind bewaldet, insbesondere durch den Anteil am nordwestlich gelegenen Waldgebiet Grand Bois de Georfans, rund 4 % entfallen auf Industrie-, Gewerbe- und Verkehrsflächen, rund 1 % entfällt auf bebaute Flächen (Stand: 2018).
Umgeben wird Vellechevreux-et-Courbenans von den Nachbargemeinden Senargent-Mignafans und Secenans im Norden, Crevans-et-la-Chapelle-lès-Granges im Nordosten, Gémonval (Doubs) und Marvelise (Doubs) im Osten, von den Communes déléguées Courchaton im Süden und Georfans im Südwesten sowie von der Nachbargemeinde Saint-Ferjeux im Westen.

## Geschichte
Auf der Flur La Pouge wurde eine bedeutende Nekropole aus der Merowingerzeit (7. und 8. Jahrhundert) mit rund 120 Gräbern entdeckt. Im Mittelalter gehörten Vellechevreux und Courbenans zur Seigneurie Granges, die unter der Oberhoheit der Grafen von Montbéliard stand. Zusammen mit der restlichen Franche-Comté gelangten beide Dörfer mit dem Frieden von Nimwegen 1678 definitiv an Frankreich. Im Jahr 1807 fusionierten Vellechevreux und Courbenans zur Doppelgemeinde.

## Bevölkerungsentwicklung
| Jahr                       | 1962 | 1968 | 1975 | 1982 | 1990 | 1999 | 2006 | 2013 | 2020 |
| -------------------------- | ---- | ---- | ---- | ---- | ---- | ---- | ---- | ---- | ---- |
| Einwohner                  | 184  | 224  | 199  | 197  | 187  | 172  | 162  | 140  | 117  |
| Quellen: Cassini und INSEE |      |      |      |      |      |      |      |      |      |

Vellechevreux-et-Courbenans gehörte zu den kleinen Gemeinden des Départements Haute-Saône. Nachdem die Einwohnerzahl in der ersten Hälfte des 20. Jahrhunderts deutlich abgenommen hatte (1886 wurden noch 409 Personen gezählt), wurden bis zur Jahrtausendwende nur noch relativ geringe Schwankungen verzeichnet, bevor seitdem eine Phase der Stagnation zu verzeichnen ist.

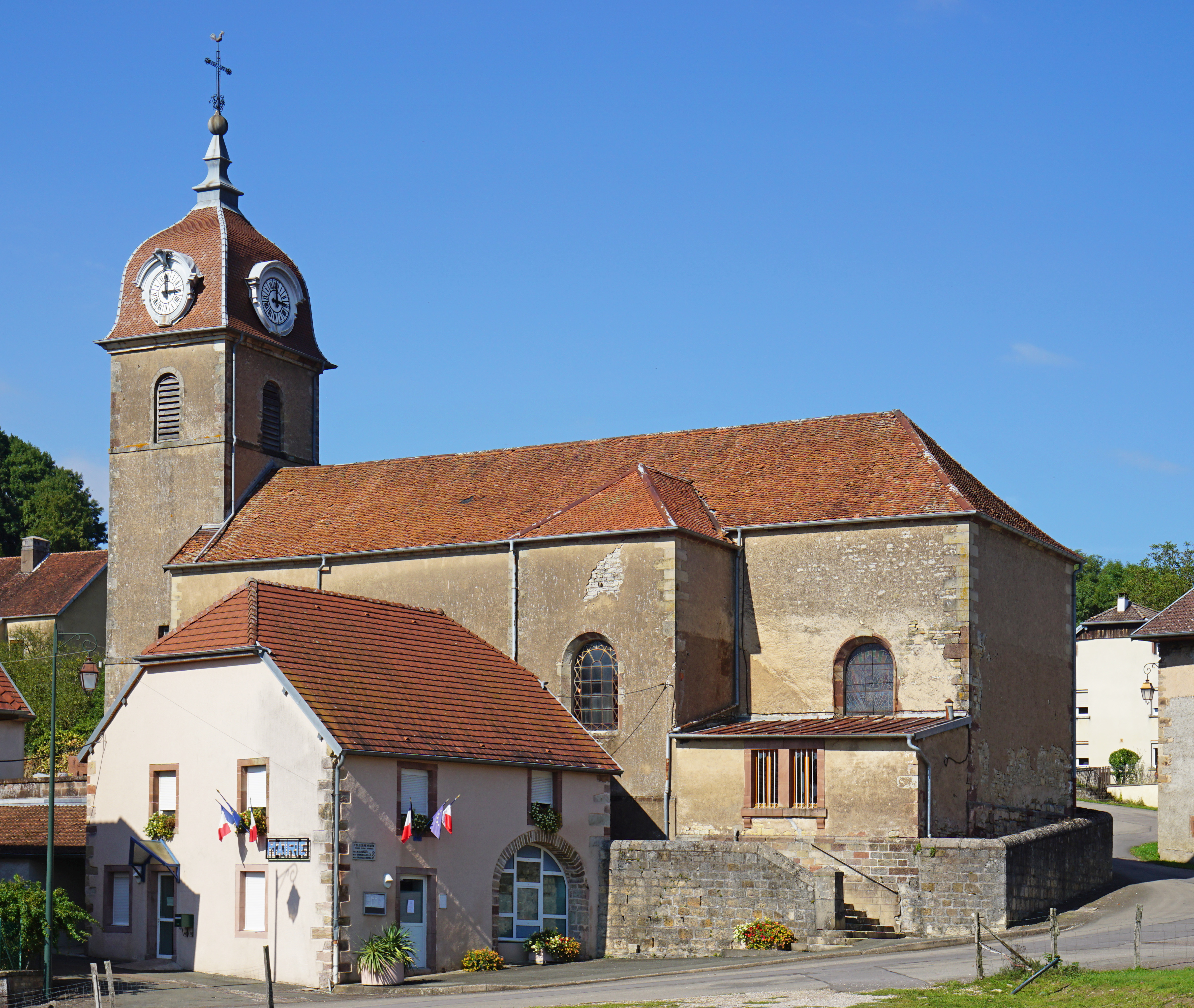
Kirche Saint-Germain-d’Auxerre mit ehemaligem Bürgermeisteramt (Mairie)

## Sehenswürdigkeiten
Die Kirche Saint-Germain-d’Auxerre stammt ursprünglich aus dem 17. Jahrhundert, wurde aber im 19. Jahrhundert weitgehend neu erbaut. Sie besitzt eine reiche Innenausstattung, darunter Statuen und Reliefs aus dem 18. Jahrhundert. Neben der Kirche steht das Maison de Jean Finot, das im 18. Jahrhundert errichtet wurde. In Courbenans befindet sich ein Haus mit oktogonalem Turm aus dem 16. Jahrhundert, das einst den Grafen von Montbéliard als Jagdhaus diente.